# Madeleine Lévy
Pour les articles homonymes, voir Lévy.
Madeleine Lévy, née le 18 novembre 1918 à Paris et morte le 25 novembre 1943 à Auschwitz, est une résistante du mouvement Combat et assistante sociale française, petite-fille du capitaine Alfred Dreyfus, déportée à Auschwitz.

## Biographie

### Jeunesse
Madeleine Lévy est née le 18 novembre 1918 à Paris. Elle est la fille de Pierre-Paul Louis Lévy (28 avril 1881 à Toulouse - 30 avril 1981 à Paris 12e), docteur en médecine, et de Jeanne Lévy née Dreyfus (22 février 1893 à Paris 8e - 30 avril 1981 à Paris 12e). Cette dernière est la fille du capitaine Alfred Dreyfus et de Lucie Dreyfus.
Madeleine Lévy a pour frères et sœur Simone Lévy (plus tard, Simone Perl), Jean-Louis Lévy et Étienne Lévy,. Madeleine Lévy aurait été la petite-fille préférée d'Alfred Dreyfus.
À la suite d'une inflammation infantile, elle est sourde d'une oreille,.
A Paris, elle fait du scoutisme, au sein de la Fédération française des éclaireuses, section neutre (laïque). Comme sa sœur Simone, elle fait ses études au lycée Molière, où elle excelle en mathématiques et en philosophie.

### Assistante sociale et résistante
Elle suit une formation à l'école des surintendantes d'usine de Paris. En mai 1940, avec l'invasion imminente de Paris, Madeleine Lévy et sa grand-mère Lucie Dreyfus, son oncle Pierre-Léon (1891-1945) (le frère de sa mère Jeanne) se préparent pour l'exode vers le Sud de la France.
Madeleine Lévy se réfugie à Toulouse où elle trouve à se loger au centre-ville avec d'anciennes éclaireuses et des camarades de classe. Elle y travaille comme assistante sociale, pour le Secours national et la Croix rouge française. Elle prend part à la Résistance, au sein du mouvement Combat. Elle aide des Juifs à quitter la France pour l'Espagne, en préparant itinéraire, nourriture et faux-papiers. Elle est nommée adjudante des Forces Françaises Intérieures, et refuse de rejoindre un groupe lyonnais pour rester à Toulouse. Elle s'y sait surveillée par la Gestapo. Un tract la dénonçant circule dans la ville. Elle utilise des faux-papiers au nom de Dupuy.
Sa dernière adresse était au 20 rue de la Dalbade à Toulouse.

### Déportation à Auschwitz
Madeleine Lévy est arrêtée par la milice en 1943 à Toulouse en raison de ses activités de résistante. Elle est déportée comme juive, et non comme résistante, par le convoi no 62, en date du 20 novembre 1943, du Camp de Drancy vers Auschwitz,,,,. Elle y meurt à l'âge de 25 ans, vraisemblablement du typhus, en novembre 1943.
Plusieurs auteurs remarquent qu'en l'an 1944, où disparaît Madeleine Lévy à Auschwitz, Charles du Paty de Clam devient le nouveau responsable du Commissariat général aux questions juives. C'est le fils du Commandant du Paty de Clam, le premier à interroger Alfred Dreyfus,.
La disparition de Madeleine Lévy à Auschwitz n'est pas supportée par sa grand-mère Lucie Dreyfus, qui meurt en 1945, inconsolable sans savoir que sa petite-fille qu'elle aimait tant est morte à Auschwitz.

### Sa mémoire
Sur la tombe d'Alfred et Lucie Dreyfus au Cimetière du Montparnasse, son nom est inscrit,. On lit :  A la Mémoire de Madeleine Lévy, déportée par les Allemands, disparue à Auschwitz A l'âge de 25 ans,.